# Muraenichthys sibogae
Muraenichthys sibogae är en fiskart som beskrevs av Weber och De Beaufort, 1916. Muraenichthys sibogae ingår i släktet Muraenichthys och familjen Ophichthidae. Inga underarter finns listade i Catalogue of Life.